# Ludmilla Siim
Ludmilla Siim (ur. 20 listopada 1938 w Ałmaty) – estońsko-fińska malarka.

## Życiorys
Jej rodzina ze strony ojca pochodziła z Ukrainy, matki – z Estonii. Rodzice poznali się podczas pracy w ogrodzie botanicznym (matka księgowa i ojciec kowal) i pobrali w Ałmaty. W 1945 przenieśli się do Tartu.
W latach 1946–1953 uczyła się w szkole średniej w Tartu. W 1958 ukończyła Szkołę Artystyczną w Tartu, a w 1965 Państwowy Instytut Sztuki Estońskiej SRR na kierunku malarstwo. W latach 1965–1969 była nauczycielką plastyki w 46. Liceum Ogólnokształcącym w Tallinie. Od końca lat 60. XX wieku pracowała jako niezależna artystka i zyskała szersze uznanie, uczestnicząc w lokalnych i ogólnokrajowych wystawach.
Na pierwszy okres jej twórczości wpływał pop-art, hiperrealizm i surrealizm. Centralne miejsce w jej obrazach z tego okresu zajmuje osoba i przestrzeń: postacie wysuwają się na pierwszy plan, a przestrzeń za nimi zdaje się ciągnąć bez końca. Przedstawiała krajobraz miejski i środowisko zindustrailizowane. W latach 70. XX wieku sportretowała kilka postaci świata artystycznego Estonii (Juhan Viiding, Andres Ehina, Mati Unt, Jaak Kangilaski i Andres Tolts). Za arcydzieło okresu estońskiego Siimu uznaje się obraz „Żółte światło” (1974, Estońskie Muzeum Sztuki), przedstawienie artystki jubilerki Kaie Partsi z synem jako Madonny z dzieckiem.
W 1977 na stałe wyjechała do Finlandii. Została wówczas umieszczona na liście artystów zakazanych w ZSRR. Wróciła do Estonii ze swoimi pracami po uzyskaniu niepodległości. Do Estońskiego Związku Malarzy przywrócono ją w 2005.
W Finlandii malarstwo figuratywne nie było już popularne, musiała więc dopasować się do nowej rzeczywistości, do minimalizmu. W latach 1977–1986 przyjmowała zamówienia na portrety, co pozwoliło się jej utrzymać. W tym okresie często malowała przestrzenie geometryczne i wątki z mitologii greckiej. W latach 90. XX wieku zaczęła eksperymentować z użyciem plexi.
W latach 1989–2003 Siim była instruktorką w centrum kursów dla dorosłych Helsińskiego Związku Artystów. W latach 1992–2000 uczyła plastyki w Centrum Dziennym Munkkiniem. W latach 1996–2020 pracowała jako nauczycielka plastyki w Fińskim Ośrodku Emerytalnym.
W 1992 została przyjęta do komisji wystawienniczej Helsińskiego Związku Artystów. Była jego członkinią do 2000. W 1998 na dwa lata wybrano ją członkinią zarządu Helsińskiego Związku Artystów.
W latach 2000–2020 aktywnie działała wystawienniczo: łącznie odbyło się 17 jej wystaw indywidualnych i zbiorowych, w tym osiem w Estonii. Do 2020 stworzyła ponad 400 dzieł i miała ponad 40 wystaw. Jej prace można oglądać w instytucjach (Estońska Akademia Sztuki, Estońskie Muzeum Sztuki, Muzeum Sztuki w Tartu, Muzeum Sztuki, Uniwersytetu w Tartu, Muzeum Sztuki Viinistu, Ambasada Estonii w Helsinkach, Le Salon des Nations w Paryżu, Siedziba Elanto w Helsinkach) oraz w kolekcjach prywatnych w Estonii, Rosji, Finlandii, Brazylii, Kolumbii, Niemczech, Francji, Luksemburgu, Szwajcarii i USA.
W 2022 za wystawę retrospektywną swoich prac pt. „Światło bytu” w Muzeum Sztuki w Tartu otrzymała Nagrodę artystyczną AkzoNobeli.
Do 1961 używała imienia Ludmiła Kurbatova, od 1979 Milla (Ludmilla) Siim-Kaasinen.